# Bathmocercus cerviniventris
La prinia cabecinegra (Bathmocercus cerviniventris) es una especie de ave paseriforme de la familia Cisticolidae.

## Distribución geográfica y hábitat
Se encuentra en Costa de Marfil, Ghana, Guinea, Liberia y Sierra Leona. Su hábitat natural son los bosques tropicales o subtropicales húmedos de tierras bajas, pantanos subtropicales o tropicales y/o montanos tropicales o subtropicales húmedos. Está amenazado por pérdida de hábitat.